# Irene Silverman
Irene Silverman (New Orleans, Louisiana, 1916. április 17. – New York, 1998. július 5.) amerikai üzletasszony, milliomos, egykori balettáncosnő. A Kimes-féle gyilkosságsorozat áldozataként vált ismertté.

## Élete
Carlotta Zambelli (1875–1968) olasz színésznő unokahúgaként született New Orleansben, Louisianában. Az 1920-as években New Yorkba költözött balettruhákat varró anyjával Irene Meladakis Zambellivel, akit a tű legnagyobb mesterének vallott később. Ő maga is igen ügyesen dolgozott a tűvel. Felcseperedve Mihail Fokin (1880–1942) orosz koreográfus iskolájában hivatásos balerina vált belőle. A Radio City Music Hall, majd 1937-ben a Virginia Broadway-musical tánckarában szerepelt. Hozzáment a milliomos üzletember, Sam Silvermanhez, s annak haláláig vele maradt. A párnak volt háza Párizsban, Honoluluban és New Yorkban is. Gyermekük nem született.
Amikor megözvegyült, nem hagyta, hogy a gyász legyűrje. Egyetemi tanulmányokat folytatott, s rengeteg partin vett részt. 70-80 éves korában már egyre kevesebbszer járt el otthonról, de még mindig gyakran adott estélyeket. 1994-ben megalapította a Coby Foundationt a „textil- és tű művészeinek” támogatására. Személyzetével is jó viszonyt ápolt, ennek ellenére sokszor érezte egyedül magát. Ezért gyönyörű New York-i villája felsőbb emeleteit tíz részre osztotta és bérbe adta, hogy mindig legyen otthon vele valaki. Egy-egy ilyen lakrészért a vendégek havi 5000-6000 dollárt is kifizettek, s gyakran sztárok is megfordultak a bérlők között.
1998 júniusában a 23 éves jóképű, dúsgazdag sármőr, Many Guerrin vett ki egy szobát. A férfi igazi neve Kenneth Kimes Jr. volt, s akkor már gyakorlott szélhámos és kettősgyilkos volt. A férfi titokban anyját, egyben bűntársát és felbujtóját, Sante Kimest is beköltöztette a lakásába, és a páros elkezdte megtervezni Mrs. Silverman tízmillió dolláros vagyonának megszerzését.

## Meggyilkolása
1998. július 5-én a személyzet és a vendégek sem voltak otthon, mindössze Irene és Kimesék. Sante egy sokkolóval kiütötte az akkor 82 éves Ms. Silvermant, majd Kenneth egy kötéllel megfojtotta az áldozatot. Egy kukába dobták, de tetemét sosem találták meg.
Santét és Kenneth Kimest már másnap letartóztatták korábbi bűneik miatt. Csak Irene Silverman megöléséért a férfi 120 év, míg anyja 125 év börtönt kapott.